# День фармацевта (Іран)
День фармацевта (перс. روز داروساز) — іранське свято, що відзначається 27 серпня (5 шахрівара за іранським календарем).

## Історія свята
День фармацевта святкується 27 серпня на честь дня народження видатного перського лікаря, алхіміка, філософа, одного з найважливіших вчених в історії перської медицини Мухаммада ібн Закарії ар-Разі, який жив в IX—X століттях.
Ар-Разі був одним з перших учених, що заклали наріжний камінь фармакології. У багатьох своїх записах він розповів про використання ртутних мазей і правила експлуатації різних інструментів для створення препаратів, таких як колби, шпателі, пляшечки тощо.
Найважливішим фармакологічним трактатом ар-Разі вважають «Таємну книгу секретів» (араб. سر الأسرار),‎ де вчений систематизує основні алхімічні операції, принципово важливі для майбутньої історії фармакології.

## Фармацевтика в сучасному Ірані
Фармацевтична промисловість Ірану в своєму сучасному вигляді зародилася 1920 року, коли в Тегерані було засновано інститут Пастера (перс. انستیتو پاستور ایران). Іран має добре розвинений фармацевтичний потенціал, хоча країна, як і раніше, ввозить величезну кількість спеціалізованих препаратів з інших країн. Стандарти фармацевтичної продукції визначаються іранською Радою фармакопеї. Будь-яке нове підприємство, яке готується вийти на іранський ринок фармакологічних засобів, проходить серйозну перевірку міністерства охорони здоров'я.
Міністерство охорони здоров'я і медичної освіти Ірану називає однією зі своїх місій забезпечення доступу населення до безпечних, якісних та ефективних ліків. З часів Ісламської революції 1979 року Іран прийняв національну політику щодо ліків. Один з її принципів — виробництво основних ліків і вакцин всередині країни (тобто незалежно від інших країн).
Більше 85 відсотків населення Ірану мають спеціальну страховку для відшкодування витрат на ліки. Уряд ІРІ значною мірою субсидіює фармацевтичне виробництво та імпорт зарубіжних лікарських засобів. Однак у деяких випадках це викликає зловживання кодеїном, який призначається при помірних і сильних болях[джерело?].